# Phobetromyia dumalis
Phobetromyia dumalis är en tvåvingeart som beskrevs av Henry J. Reinhard 1964. Phobetromyia dumalis ingår i släktet Phobetromyia och familjen parasitflugor. Inga underarter finns listade i Catalogue of Life.